# Konturlänge
Die Konturlänge {\displaystyle L} ist ein Begriff aus der Polymerphysik. Die Größe gibt die tatsächliche Länge eines langkettigen Moleküls an, die es hätte, wenn es vollkommen gestreckt wäre. Sie ist nicht zu verwechseln mit der tatsächlichen räumlichen Ausdehnung oder Ende-zu-Ende-Distanz, beispielsweise im Freely-Jointed-Chain-Modell, eines nicht gestreckten Moleküls. Die Konturlänge ergibt sich mathematisch durch Aufsummieren oder Integrieren der Kuhn-Längen {\displaystyle l_{i}}, also der jeweiligen Längen der einzelnen „unbiegsamen“ Teile des Moleküls:
{\displaystyle L=\sum _{i}l_{i}}

## Weiterführendes
- Eintrag zu Contour length. In: IUPAC (Hrsg.): Compendium of Chemical Terminology. The “Gold Book”. doi:10.1351/goldbook.C01308 – Version: 2.3.3.
- P. Kratochvíl, U. W. Suter: Definitions of terms relating to individual macromolecules, their assemblies, and dilute polymer solutions (Recommendations 1988). In: Pure and Applied Chemistry. Band 61, Nr. 2, 1989, S. 211–241, doi:10.1351/pac198961020211 (iupac.org [PDF; 1,3 MB; abgerufen am 18. Februar 2014]).